# Терски хребет
Тѐрският хребет (на руски: Терский хребет) е нископланински хребет в южната част на Предкавказието, простиращ се на протежение от 165 km между долината на река Терек на запад и север и Алхантчуртската долина на юг.
Административно попада в пределите на Кабардино-Балкария (източната ѝ част), Северна Осетия (северната ѝ част), Ингушетия (северната ѝ част) и Чечения (северозападната ѝ част). Максимална височина 664 m (43°32′56″ с. ш. 44°46′22″ и. д. / 43.548889° с. ш. 44.772778° и. д.), разположена на територията на Ингушетия. Изграден е от пясъчно-глинести наслаги, препокрити с льосовидни формации. Склоновете му са заети от степна растителност и има източници на горещи серовъглекисели води.

## Топографски карти
- К-38-А М 1:500000[2]
- К-38-Б М 1:500000[3]